# Rot av tal
En n:te rot till ett tal a är ett tal x sådant att xn = a. Rottecknet är en operator på talet a.
- Fallet n = 2 kallas kvadratrot, det som ofta avses med "roten ur" ett tal
- Fallet n = 3 kallas kubikrot

Den n:te roten till ett tal betecknas:
{\displaystyle {\sqrt[{n}]{a}}}
Talet {\displaystyle n} benämns grad eller rotindex och {\displaystyle a} benämns radikand.

## Beräkning
Rötter kan beräknas med hjälp av logaritmer då
{\displaystyle {\sqrt[{n}]{x}}=e^{\frac {\ln x}{n}}}

## Algoritm
För att beräkna {\displaystyle {\sqrt[{n}]{A}}} kan följande algoritm användas:
1. Gör en första gissning {\displaystyle x_{0}} (ju närmare {\displaystyle {\sqrt[{n}]{A}}} desto snabbare konvergerar algoritmen).
2. {\displaystyle x_{k+1}={\frac {1}{n}}\left[{(n-1)x_{k}+{\frac {A}{x_{k}^{n-1}}}}\right]}
3. Upprepa steg 2 tills önskad precision är uppnådd

### Härledning
Algoritmen kan härledas från Newton-Raphsons metod.
{\displaystyle {\sqrt[{n}]{A}}=x\Leftrightarrow x^{n}-A=0}
Vi söker alltså nollstället till 
{\displaystyle f(x)=x^{n}-A\ }
Iterationsformeln blir
{\displaystyle x_{k+1}=x_{k}-{\frac {f(x_{k})}{f'(x_{k})}}=x_{k}-{\frac {x_{k}^{n}-A}{n\cdot x_{k}^{n-1}}}={\frac {n\cdot x_{k}^{n}-(x_{k}^{n}-A)}{n\cdot x_{k}^{n-1}}}={\frac {1}{n}}\left[{(n-1)x_{k}+{\frac {A}{x_{k}^{n-1}}}}\right]} 

Ett specialfall är då n = 2 vilket är mer känt som den babyloniska metoden.